# 苏北灌溉总渠

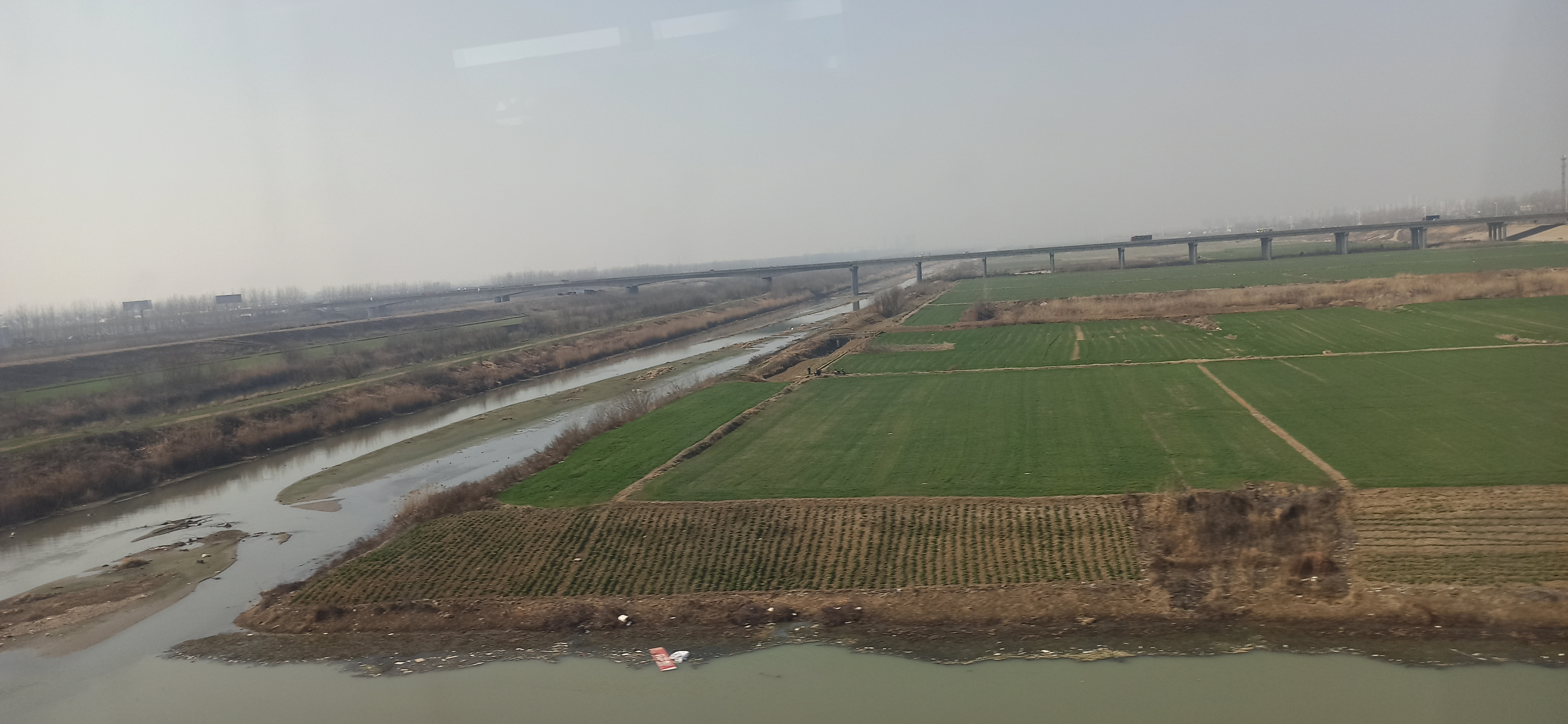
淮安区苏北灌溉总渠

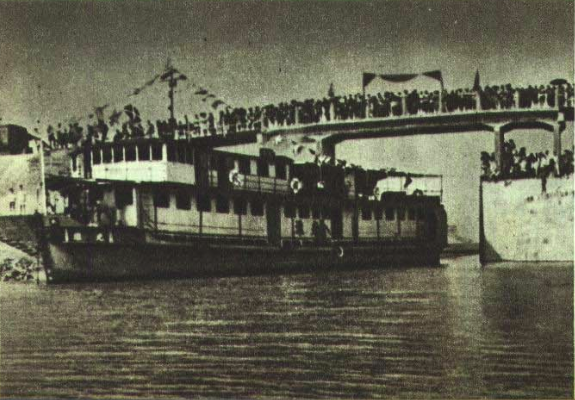
1953年高良涧船闸放水通航

苏北灌溉总渠是位于中国江苏省北部的一条东西向大型运河，全长168公里。西起洪泽湖畔的淮安市洪泽区高良涧街道（原洪泽县城），流经淮安市洪泽区、清江浦区、淮安区、阜宁县、射阳县和滨海县，东至扁担港口入黄海。

## 修建期
在毛泽东“一定要把淮河修好”的号召下，苏北灌溉总渠工程于1951年冬开工，次年春完成。

## 作用
苏北灌溉总渠主要有兩个作用：淮河排洪入海的出路之一；引洪泽湖水发展废黄河以南里下河地区灌溉，此外也兼有航运、发电等功能。苏北灌溉总渠的设计引水流量为500m3/s，汛期排洪流量可以达到800m3/s (1975年7月淮安以上实际最大泄洪流量达1020立方米／秒)。苏北灌溉总渠的设计可以灌溉里下河平原和渠北地区的360多万亩农田。
同时，在靠总渠北堤外平行开挖排水渠一条，用于排除总渠北部地区内涝积水。
渠底宽自上往下有140、50、60与110米4种,一般挖深与堤高各为 3米左右。渠首设高良涧进水闸、船闸及发电站。在淮安京杭运河交岔处设运东分水闸、船闸、发电站及京杭运河上的淮安节制闸、船闸和江水北调的淮安抽水站，并在运东分水闸下与里运河之间开挖斜河沟通，以便江都站来水直送总渠的中下游。在东沙港附近建第三级控制阜宁腰闸枢纽（节制闸、船闸和水力发电站）。入海口设六垛南闸，以防潮御卤。高良涧至淮安段总渠为淮河上中游与京杭运河航运纽带，也是淮（淮南）申（上海）煤运航线和南水北调东线输水干渠重要组成部分，下游阜坎船闸为通（南通）榆（赣榆）航线所必经。

## 附加建築
沿总渠在渠首和渠尾分别建有高良涧进水闸和六垛挡潮闸，在与京杭大运河交汇处楚州城南建有运东分水闸，在阜宁建有腰闸，高良涧、运东、阜宁三闸均建有水电站。
沿苏北灌溉总渠两岸，共建有灌排涵洞36座、渠北排涝闸2座。
在苏北灌溉总渠的渠首（洪泽湖），与洪泽湖另一条出海通道二河之间，还建有高良涧越闸，增辟了一个排洪入总渠的口门。
跨苏北灌溉总渠的公路桥梁最初有4座。

## 管理
江苏省灌溉总渠管理处负责总渠沿线各级工程枢纽的管理和调度运用。